# V392 Большого Пса
V392 Большого Пса (лат. V392 Canis Majoris) — одиночная переменная звезда в созвездии Большого Пса на расстоянии (вычисленном из значения параллакса) приблизительно 1699 световых лет (около 521 парсека) от Солнца. Видимая звёздная величина звезды — от +12,1m до +11m.

## Характеристики
V392 Большого Пса — красная пульсирующая полуправильная переменная звезда типа SRB (SRB) спектрального класса M7 или M6.